# A. P. Walther, Radebeul-Friedensburg
A. P. Walther, Radebeul-Friedensburg, zeitweise mit dem Zusatz Farbfoto Werkstätte, war ein Unternehmen zur Anfertigung und zum Verlegen von Farbfotografien, insbesondere von Ansichtskarten. Es hatte zunächst in Dresden seinen Sitz und firmierte dort unter dem Namen Dresdner Farbenfotographische Werkstätte A. P. Walther; 1938 zog es nach Radebeul um.

## Geschichte
Der Gründer und Besitzer der Firma war der Fotograf Alexander Paul Walther, der 1913 ein Atelier eröffnete und 1919 dann die Dresdner Farbenfotographische Werkstätte A. P. Walther gründete. Ab 1920 hatte er sein Atelier in der Reckestraße 2 in Dresden. 1929 zog er in die Stübelallee 14 um. Seine Firma betrieb er bis zum Jahresende 1937 in Dresden. Er hatte sich auf die Herstellung von Farbenphotographie und Farbenphotos sowie auf Bilddruckerei in großer Anzahl spezialisiert. In dieser Zeit wurde er durch die Qualität seiner Naturfarbenfotografie überregional bekannt und erhielt Aufträge auch aus anderen Gegenden Deutschlands. Als Firmenzeichen verwendete er die Initialen DFW.
Walther zog 1938 mit seiner Firma nach Radebeul in die Burgstraße 12 im Stadtteil Kötzschenbroda-Oberort, wo unter der Haus-Nr. 6 die Friedensburg steht, auf die sich in der Firmierung bezogen wird. Die Firma existierte dort bis 1971. Danach wurde daraus der „Volkseigene Betrieb (VEB) Postkarten-Verlag 102 Berlin“. Dieser gab noch bis 1977 einige der Ansichtskarten von A. P. Walther im Druck heraus und ging dann im „VEB Bild und Heimat Reichenbach im Vogtland“ auf.